# Богайчук, Степан Романович
Степан Романович Богайчу́к (17 апреля 1919 — 30 ноября 1984) — Герой Советского Союза.

## Биография
Родился 17 апреля 1919 года в селе Паланочка ныне Маньковского района Черкасской области Украины в семье рабочего. Учился в Киевском финансово-экономическом техникуме, работал токарем на заводе «Большевик».
В Красной Армии с 1939 года. Участник советско-финской войны 1939—1940 годов. В 1941 году окончил Гомельское противотанковое артиллерийское училище. В боях Великой Отечественной войны с 1942 года. Член ВКП(б)/КПСС с 1943 года.
Командир батареи 369-го артиллерийского полка (162-я стрелковая дивизия, 65-я армия, Центральный фронт) кандидат в члены ВКП(б) старший лейтенант Степан Богайчук в районе города Севск ныне Брянской области 30 августа 1943 года выдвинул вверенную ему батарею для стрельбы прямой наводкой и, подпустив поближе вражеские цепи, огнём в упор уничтожал гитлеровцев.
Когда кончились снаряды, воины-артиллеристы под командованием старшего лейтенанта Богайчука С. Р. взялись за карабины и гранаты, и в рукопашной схватке отстояли позицию.
Командир батареи получил тяжёлое ранение, но поля боя не покинул.
С 1946 майор Богайчук С. Р. — в запасе. Жил в Киеве.
Умер 30 ноября 1984 года. Похоронен на Берковецком кладбище.

## Награды
- Указом Президиума Верховного Совета СССР от 16 ноября 1943 года за образцовое выполнение боевых заданий командования на фронте борьбы с немецко-фашистскими захватчиками и проявленные при этом мужество и героизм старшему лейтенанту Богайчуку Степану Романовичу присвоено звание Героя Советского Союза с вручением ордена Ленина и медали «Золотая Звезда» (№ 1657).
- Награждён орденами Ленина, Александра Невского, медалями.